# Alexander Kellner

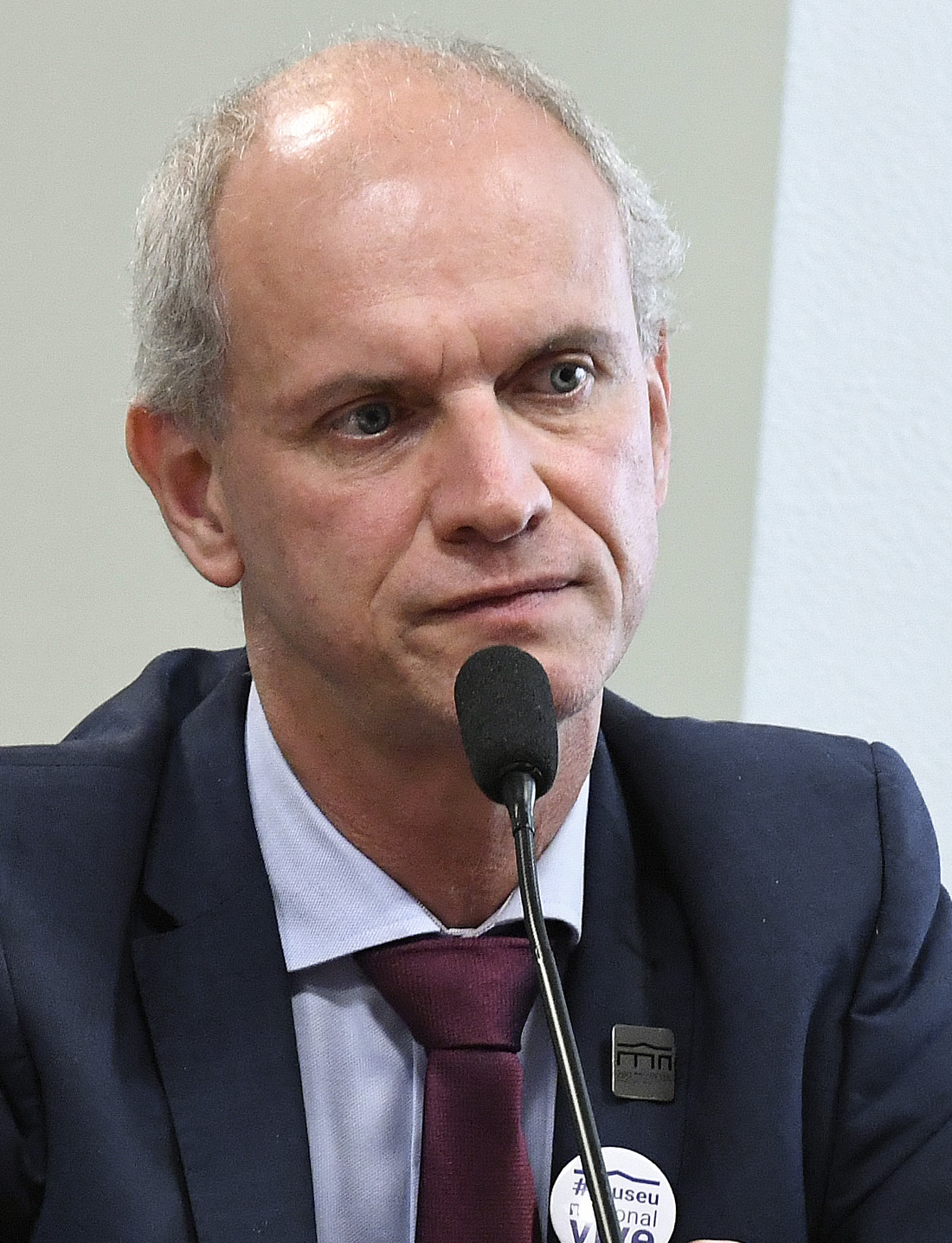
Alexander Kellner.

Alexander Wilhelm Armin Kellner (Vaduz, 26 settembre 1961) è un paleontologo liechtensteinese naturalizzato brasiliano, tra i massimi esperti nello studio degli pterosauri.

## Biografia
Nato in Liechtenstein da padre tedesco e madre austriaca, si trasferì durante l'infanzia con la famiglia in Brasile, dove fu naturalizzato brasiliano.
Nel 1981 iniziò gli studi in geologia presso l'Università federale di Rio de Janeiro. Ancora studente, iniziò a essere coinvolto nella ricerca di fossili di vertebrati, e in particolare di pterosauri nella Formazione Santana, ai piedi della Chapada do Araripe. Su questi scavi e ritrovamenti scrisse diversi articoli scientifici alla fine degli anni 1980. Nel 1991 ottenne il Master of Science, nel 1994 il Master of Philosophy e, nel 1996, il dottorato di ricerca presso la Columbia University nell'ambito di un programma congiunto con l'American Museum of Natural History. Nel 1997 divenne professore presso il Museo nazionale del Brasile, facente parte dell'Università federale di Rio de Janeiro, e curatore dei dipartimenti di geologia e paleontologia dell'istituzione. È anche caporedattore di Annals of the Brazilian Academy of Sciences, la rivista ufficiale dell'Accademia brasiliana delle scienze.
Kellner ha organizzato o preso parte a diverse campagne di scavo paleontologiche in giro per il mondo, dal Brasile (in particolare in Mato Grosso, Rio Grande do Sul e Ceará) fino al deserto di Atacama, il Cile, Kerman in Iran, Liaoning in Cina e l'Isola di James Ross in Antartide.
Nel corso della sua carriera ha realizzato oltre 500 pubblicazioni, inclusi due popolari testi scientifici: Pterossauros - os senhores do céu do Brasil (in italiano Pterosauri - signori dei cieli brasiliani) e il romanzo Na terra dos titãs (in italiano Nella terra dei titani). Ha inoltre preso parte a diversi documentari relativi ai fossili.

## Taxa classificati
Kellner ha scoperto più di trenta specie animali, tra le quali il Santanaraptor placidus, che presenta uno dei migliori esempi di tessuti molli mineralizzati, e il Thalassodromeus sethi, che ha permesso la formulazione di nuove ipotesi relative all'uso della cresta cranica per la termoregolazione degli pterosauri.
Segue la lista delle specie scoperte e nominate da Kellner, in alcuni casi in collaborazione con altri ricercatori:
- Brasileodactylus araripensis Kellner, 1984 (Reptilia, Pterosauria)
- Anhanguera blittersdorffi Campos & Kellner, 1985 (Reptilia, Pterosauria)
- Oshunia brevis Wenz & Kellner, 1986 (Pisces, Halecomorphi).
- Caririsuchus camposi Kellner, 1987 (Reptilia, Crocodylia)
- Tupuxuara longicristatus Kellner & Campos, 1988 (Reptilia, Pterosauria)
- Tapejara wellnhoferi Kellner, 1989 (Reptilia, Pterosauria)
- Tupuxuara leonardii Kellner & Campos, 1994 (Reptilia, Pterosauria)
- Angaturama limai Kellner & Campos, 1996 (Reptilia, Dinosauria)
- Ongghonia dashzevegi Kellner & McKenna, 1996 (Mammalia, Leptictidae)
- Tupandactylus imperator (Campos & Kellner, 1997) (Reptilia, Pterosauria)
- Siroccopteryx moroccensis Mader & Kellner, 1999 (Reptilia, Pterosauria)
- Gondwanatitan faustoi Kellner & Azevedo, 1999 (Reptilia, Dinosauria)
- Santanaraptor placidus Kellner, 1999 (Reptilia, Dinosauria)
- Anhanguera piscator Kellner & Tomida, 2000 (Reptilia, Pterosauria)
- Stratiotosuchus maxhechti Campos, Suarez, Riff & Kellner, 2001 (Reptilia, Crocodylia)
- Thalassodromeus sethi Kellner & Campos, 2002 (Reptilia, Pterosauria)
- Pycnonemosaurus nevesi Kellner & Campos, 2002 (Reptilia, Dinosauria)
- Kaikaifilusaurus calvoi Simón & Kellner, 2003. (Reptilia, Sphenodontia)
- Unaysaurus tolentinoi Leal, L.A., Azevedo, S.A., Kellner, A.W.A. & Rosa, Á.A.S., 2004 (Reptilia, Dinosauria)
- Unenlagia paynemili Calvo, J.O., Porfiri, J. &  Kellner, A.W.A., 2004 (Reptilia, Dinosauria)
- Feilongus youngi Wang, Kellner, Zhou & Campos, 2005 (Reptilia, Pterosauria)
- Nurhachius ignaciobritoi Wang, Kellner, Zhou & Campos, 2005 (Reptilia, Pterosauria)
- Baurutitan britoi Kellner, A.W.A., Campos, D. A., Trotta, M. N. F. 2005 (Reptilia, Dinosauria)
- Trigonosaurus pricei Campos, D.A., Kellner, A.W.A., Bertini, R.J., Santucci, R.M. 2005 (Reptilia, Dinosauria)
- Caririemys violetae Oliveira, G.R. & Kellner, A.W.A. 2007 (Reptilia, Testudines)
- Gegepterus changi Wang, Kellner, Zhou & Campos, 2007 (Reptilia, Pterosauria)
- Futalognkosaurus dukei Calvo, J.O., Porfiri, J., González-Riga, B.J. & Kellner, A.W.A., 2007 (Reptilia, Dinosauria)
- Nemicolopterus crypticus Wang, Kellner, Zhou & Campos, 2008 (Reptilia, Pterosauria)
- Guarinisuchus munizi Barbosa, Kellner & Viana, 2008 (Reptilia, Crocodylia)
- Hongshanopterus lacustris Wang, Zhou, Campos & Kellner, 2008 (Reptilia, Pterosauria)
- Coringasuchus anisodontis Kellner, A.W.A., Pinheiro, A.E.P., Azevedo, S.A.K., Henriques, D.D.R., Carvalho, L.B. & Oliveira, G. 2009 (Reptilia, Crocodylia)
- Wukongopterus lii Wang, Kellner, Jiang, Meng 2009 (Reptilia, Pterosauria)
- Dawndraco kanzai, Kellner 2010 (Reptilia, Pterosauria)
- Geosternbergia maysei, Kellner 2010 (Reptilia, Pterosauria)
- Europejara olcadesorum, Vullo, Marugán-Lobón, Kellner, et al. 2012 (Reptilia, Pterosauria)
- Caupedactylus ybaka, Kellner 2013 (Reptilia, Pterosauria)
- Caiuajara dobruskii, Manzig, Kellner, et al. 2014 (Reptilia, Pterosauria)
- Austriadraco, Kellner 2015 (Reptilia, Pterosauria)
- Bergamodactylus, Kellner 2015 (Reptilia, Pterosauria)